# Маусам Хатрі
Маусам Хатрі (англ. Mausam Khatri; нар. 10 грудня 1990, округ Соніпат, штат Хар'яна) — індійський борець вільного стилю, бронзовий призер Азійських ігор, дворазовий чемпіон та срібний призер чемпіонатів Співдружності, срібний призер Ігор Співдружності, чемпіон Південноазійських ігор.

## Життєпис
Хатрі дебютував на міжнародному рівні в 2006 році й через два роки здобув титул національного чемпіона.
Завоював бронзову медаль Азійських ігор 2010 року у ваговій категорії до 96 кг.
Здобув золоті медалі на Чемпіонаті Співдружності з боротьби 2009 та 2011 років у ваговій категорії до 96 кг та срібну медаль у 2017 році у ваговій категорії до 97 кг.
На Південноазійських іграх 2016 року Хатрі виборов золоту медаль у ваговій категорії до 97 кг.
На Іграх Співдружності у 2018 році виступав у змаганнях до 97 кг вільним стилем та став віцечемпіоном Ігор.
Крім того, він п'ять разів вигравав титул «Хінд Кесарі».
З 2010 року Хатрі був дискваліфікований на два роки до листопада 2012 року, але після слухання апеляційний орган Національного антидопінгового агентства (НАДА) скоротив термін його дискваліфікації.
Здобув освіту в Рохтаку. Працює заступником інспектора в Хар'яні.

## Спортивні результати на міжнародних змаганнях

### Виступи на Чемпіонатах світу
| Змагання                        | Збірна | Вагова категорія          | Місце |
| ------------------------------- | ------ | ------------------------- | ----- |
| Чемпіонат світу з боротьби 2011 | Індія  | вільна боротьба, до 96 кг | 12    |
| Чемпіонат світу з боротьби 2015 | Індія  | вільна боротьба, до 97 кг | 21    |
| Чемпіонат світу з боротьби 2018 | Індія  | вільна боротьба, до 97 кг | 19    |
| Чемпіонат світу з боротьби 2019 | Індія  | вільна боротьба, до 97 кг | 24    |

### Виступи на Чемпіонатах Азії
| Змагання                       | Збірна | Вагова категорія          | Місце |
| ------------------------------ | ------ | ------------------------- | ----- |
| Чемпіонат Азії з боротьби 2009 | Індія  | вільна боротьба, до 96 кг | 8     |
| Чемпіонат Азії з боротьби 2010 | Індія  | вільна боротьба, до 96 кг | 7     |
| Чемпіонат Азії з боротьби 2011 | Індія  | вільна боротьба, до 96 кг | 5     |
| Чемпіонат Азії з боротьби 2012 | Індія  | вільна боротьба, до 96 кг | 12    |
| Чемпіонат Азії з боротьби 2015 | Індія  | вільна боротьба, до 97 кг | 8     |
| Чемпіонат Азії з боротьби 2016 | Індія  | вільна боротьба, до 97 кг | 9     |
| Чемпіонат Азії з боротьби 2018 | Індія  | вільна боротьба, до 97 кг | 9     |

### Виступи на Азійських іграх
| Змагання           | Збірна | Вагова категорія          | Місце  |
| ------------------ | ------ | ------------------------- | ------ |
| Азійські ігри 2010 | Індія  | вільна боротьба, до 96 кг | Бронза |
| Азійські ігри 2018 | Індія  | вільна боротьба, до 97 кг | 10     |

### Виступи на Південноазійських іграх
| Змагання                   | Збірна | Вагова категорія          | Місце  |
| -------------------------- | ------ | ------------------------- | ------ |
| Південноазійські ігри 2016 | Індія  | вільна боротьба, до 97 кг | Золото |

### Виступи на Іграх Співдружності
| Змагання                | Збірна | Вагова категорія          | Місце  |
| ----------------------- | ------ | ------------------------- | ------ |
| Ігри Співдружності 2018 | Індія  | вільна боротьба, до 97 кг | Срібло |

### Виступи на Чемпіонатах Співдружності
| Змагання                                | Збірна | Вагова категорія          | Місце  |
| --------------------------------------- | ------ | ------------------------- | ------ |
| Чемпіонат Співдружності з боротьби 2009 | Індія  | вільна боротьба, до 96 кг | Золото |
| Чемпіонат Співдружності з боротьби 2011 | Індія  | вільна боротьба, до 96 кг | Золото |
| Чемпіонат Співдружності з боротьби 2017 | Індія  | вільна боротьба, до 97 кг | Срібло |

### Виступи на інших змаганнях
| Змагання                                                      | Збірна | Вагова категорія          | Місце  |
| ------------------------------------------------------------- | ------ | ------------------------- | ------ |
| Міжнародний меморіал Дейва Шульца 2010                        | Індія  | вільна боротьба, до 96 кг | 4      |
| Золотий Гран-прі з боротьби 2010 (Тбілісі)                    | Індія  | вільна боротьба, до 96 кг | 5      |
| Олімпійський кваліфікаційний турнір з боротьби 2012 (Астана)  | Індія  | вільна боротьба, до 96 кг | 8      |
| Олімпійський кваліфікаційний турнір з боротьби 2012 (Тайюань) | Індія  | вільна боротьба, до 96 кг | 14     |
| Турнір міста Сассарі з боротьби 2015                          | Індія  | вільна боротьба, до 97 кг | Золото |
| Кубок Президента Казахстану з боротьби 2015                   | Індія  | вільна боротьба, до 97 кг | 4      |
| Pro Wrestling League 2015                                     | Індія  | команда                   | Бронза |
| Олімпійський кваліфікаційний турнір з боротьби 2016 (Стамбул) | Індія  | вільна боротьба, до 97 кг | 5      |
| Pro Wrestling League 2017                                     | Індія  | команда                   | 6      |
| Pro Wrestling League 2018                                     | Індія  | команда                   | Золото |

### Виступи на змаганнях молодших вікових груп
| Змагання                                      | Збірна | Вагова категорія          | Місце |
| --------------------------------------------- | ------ | ------------------------- | ----- |
| Чемпіонат Азії з боротьби серед юніорів 2009  | Індія  | вільна боротьба, до 96 кг | 5     |
| Чемпіонат світу з боротьби серед юніорів 2009 | Індія  | вільна боротьба, до 96 кг | 21    |